# AgustaWestland AW139
L'AgustaWestland AW139 è un elicottero Leonardo (precedentemente AgustaWestland) prodotto in Italia, negli Stati Uniti d'America e precedentemente in Russia. È un elicottero medio, biturbina, multiruolo da 15 posti.
Inizialmente sviluppato congiuntamente dalla allora Agusta e dalla Bell e presentato al pubblico con il nome Agusta-Bell AB139, in seguito al ritiro dal progetto della Bell e alla fusione tra
Agusta e Westland nel 2000 è stato ribattezzato AW139.

## Storia del progetto

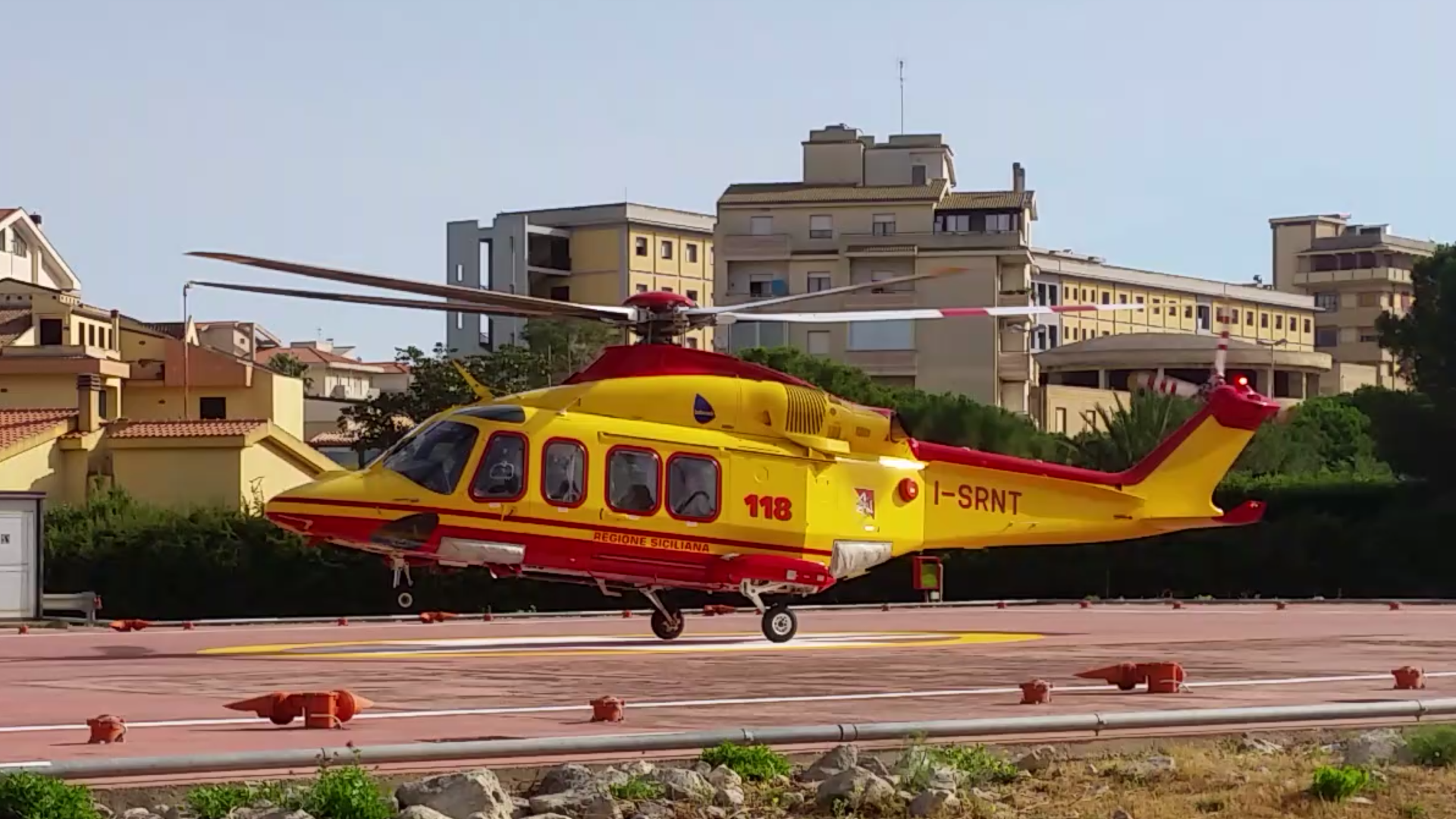
Un AW 139 impiegato in elisoccorso in Italia.

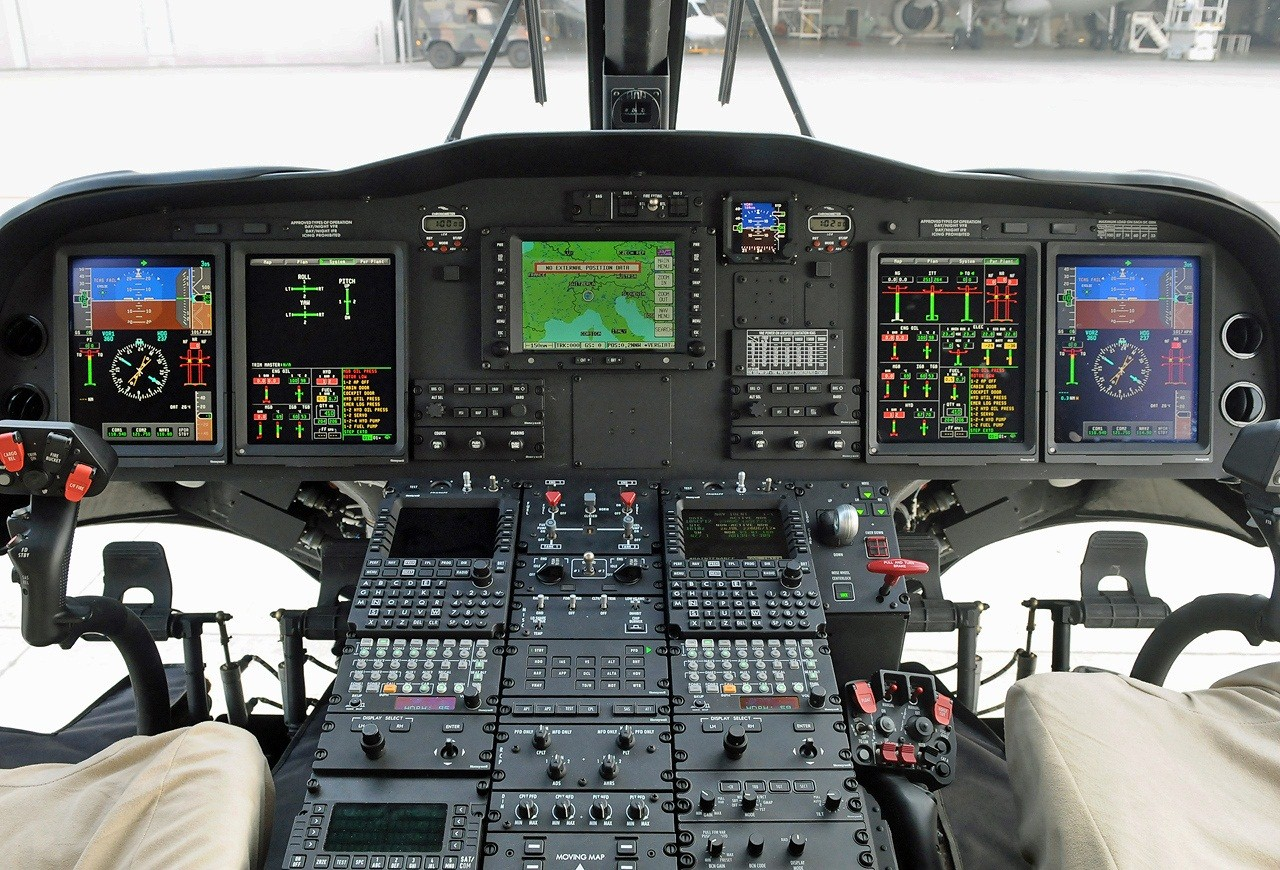
Glass cockpit di un AW139 dell'Aeronautica Militare Italiana.

Nella seconda metà degli anni '90 Agusta avviò lo sviluppo di un nuovo elicottero medio non specializzato che potesse rimpiazzare gli elicotteri della famiglia Bell Huey, che essa stessa produceva su licenza. Nel 1998 Agusta e Bell formano la joint venture Bell/Agusta Aerospace Company (BAAC) finalizzata allo sviluppo di due progetti: il primo, a guida Agusta, per un elicottero medio denominato AB139 e il secondo, a guida Bell, per un convertiplano divenuto poi l'AW609. Nel settembre 2000 l'inglese Bristow Helicopters divenne il primo cliente del nuovo elicottero.
Il primo AW139 effettuò il primo volo, della durata di 45 minuti, il 3 febbraio 2001 presso lo stabilimento Agusta di Cascina Costa in provincia di Varese, ed ai comandi vi era il pilota collaudatore Bruno Bellucci. Il primo esemplare di produzione, invece, uscì dalla fabbrica il 24 giugno 2002. Il modello ha ricevuto la certificazione EASA nel giugno 2003 e la certificazione FAA nel dicembre 2004. Il primo elicottero è stato consegnato nel 2003 nello stabilimento di Vergiate in provincia di Varese, dove ha sede l'assemblaggio finale.
A fine 2005 AgustaWestland comprò le quote di Bell nel programma, ovvero il 25%, diventandone unico proprietario; in conseguenza l'elicottero è stato ribattezzato AW139. Nell'ambito di questa riorganizzazione comprò anche il 15% delle quote di Bell nell'AW609 controllandone il 40%.
Nel periodo 2004-2006, ha partecipato al concorso internazionale per la fornitura U.S. Army Light Utility Helicopter Program, ma l'Esercito degli Stati Uniti ha preferito il progetto basato sull'Eurocopter EC145, che verrà prodotto con la denominazione militare UH-72A.
Al salone di Farnborough del 2006, AgustaWestland annunciò la variante militare multiruolo denominata AW149. La versione avrà dimensioni maggiori rispetto all'AW139 e sarà dotata di avionica specifica. Il prototipo dell’AW149 ha volato il 13 novembre 2009 dall'elisuperficie di Vergiate, pilotato dal capo pilota collaudatore Giuseppe Lo Coco.
Nel 2007 è stata attivata una seconda linea di produzione a Filadelfia, USA, mentre nel 2010 è stata fondata HeliVert, una joint venture paritetica tra Finmeccanica e Russian Helicopters, con sede a Tomilino, per produrre e manutenere gli AW139 destinati al mercato russo.
Nel 2015 è stata annunciata una versione con peso massimo al decollo incrementato a 7 000 kg e strutture rinforzate dedicata in particolare al settore offshore e sanitario.
A marzo 2015 la trasmissione ha superato un test di dry-run (funzionamento senza olio lubrificante) della durata di 63 minuti, più del doppio di ogni altro elicottero allora in servizio e del minimo richiesto dalle normative.
Il 20 settembre 2019 è stata consegnata la millesima macchina di questo modello, destinata alla Guardia di Finanza, durante una celebrazione ufficiale che si è tenuta nello stabilimento Leonardo di Vergiate.

## Tecnica
L'AW139 si colloca nella categoria delle sei tonnellate, con capacità di trasporto di fino a 15 persone ed una vocazione multiruolo grazie alla rapida riconfigurabilità, all'architettura aperta e alla completa dotazione di sensori, sistemi di comunicazione e di condivisione dati necessari per operare in un ambiente network-centrico. L'elicottero è stato presentato al mercato in diverse configurazioni incluse polizia, eliambulanza, trasporto VIP, Search and Rescue, supporto alle piattaforme petrolifere offshore.

### Cellula
La cellula è realizzata in materiali compositi e leghe di metallo ed è divisa in tre sezioni: cockpit, cabina e trave di coda. L'accesso alla cabina è garantito da due portelloni scorrevoli che possono essere sostituiti, nella versione VIP, da due portelli incernierati. La cabina può ospitare 12 passeggeri in configurazione standard, 15 passeggeri in configurazione ad alta densità, tra 5 e 8 passeggeri in configurazione VIP, fino a 8 persone e una barella in configurazione SAR, 1 paziente e 4 membri del personale oppure 2 pazienti e 2 membri del personale nelle versioni HEMS. Il peso massimo al decollo è di 6 400 kg e può essere incrementato a 6 800 kg attraverso un kit; un ulteriore kit può portare il peso massimo a 7 000 kg.
Il carrello è di tipo triciclo, è retrattile ed ammortizzato. Il carrello principale è dotato di un sistema frenante differenziale e di un freno di stazionamento, il carrello anteriore è orientabile. Entrambi i carrelli sono mossi dal sistema idraulico.

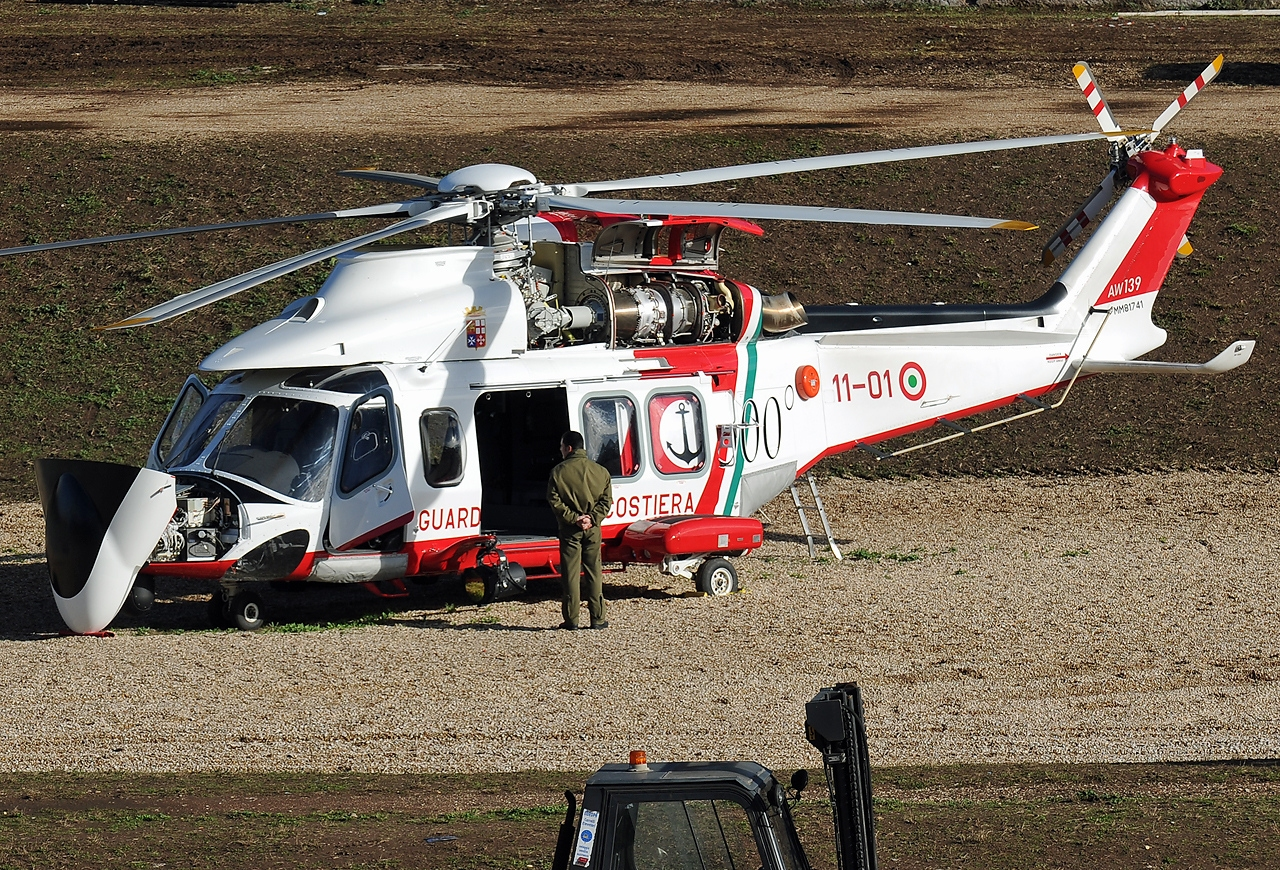
Un AW139 della Guardia costiera con il vano motore e il radome aperti

### Motori
L'AW139 utilizza due turboalberi Pratt & Whitney PT6C-67C dotati di EEC; non è dotato di auxiliary power unit. I serbatoi sono di tipo autosigillante e sono collocati immediatamente dietro la cabina. I serbatoi principali possono contenere fino a 1 588 l di combustibile e possono essere affiancati da serbatoi ausiliari che possono contenere fino a 500 l.

### Sistemi e impianti
L'AW139 è dotato di due sistemi idraulici: il primo, definito "di emergenza", controlla la discesa del carrello in tale condizione e fornisce potenza a tre attuatori che controllano il rotore principale e a un attuatore che controlla il rotore di coda; il secondo, definito "di esercizio", controlla, oltre a quanto controllato dal primo sistema, la normale meccanica del carrello.
Il sistema elettrico è costituito da due sotto-sistemi: un sistema a 28 V c.c. è alimentato da due generatori mossi da uno dei motori e da due batterie che vengono utilizzate per l'avviamento dei motori o in caso di perdita dei generatori, un sistema duale 115 V - 26 V c.a. a 400 Hz è alimentato da due inverter che elaborano corrente continua prodotta dal sistema di bordo oppure fornita da un sistema di terra (GPU oppure batteria).
Il glass cockpit è dotato di 5 schermi (4 sui modelli iniziali), è derivato dall'Honeywell Primus EPIC e può essere modificato per renderlo compatibile con strumenti per visione notturna (night vision goggles). L'elicottero è dotato di pilota automatico a 4 assi ed è certificato per essere condotto da un solo pilota in condizioni di VFR diurne; può essere pilotato da un singolo pilota in condizioni di VFR notturne se dotato di Traffic Collision Avoidance System e di Quick Reference Handbook; può essere condotto da un singolo pilota in condizioni di IFR se dotato di Flight Director e Quick Reference Handbook.

### Rotori

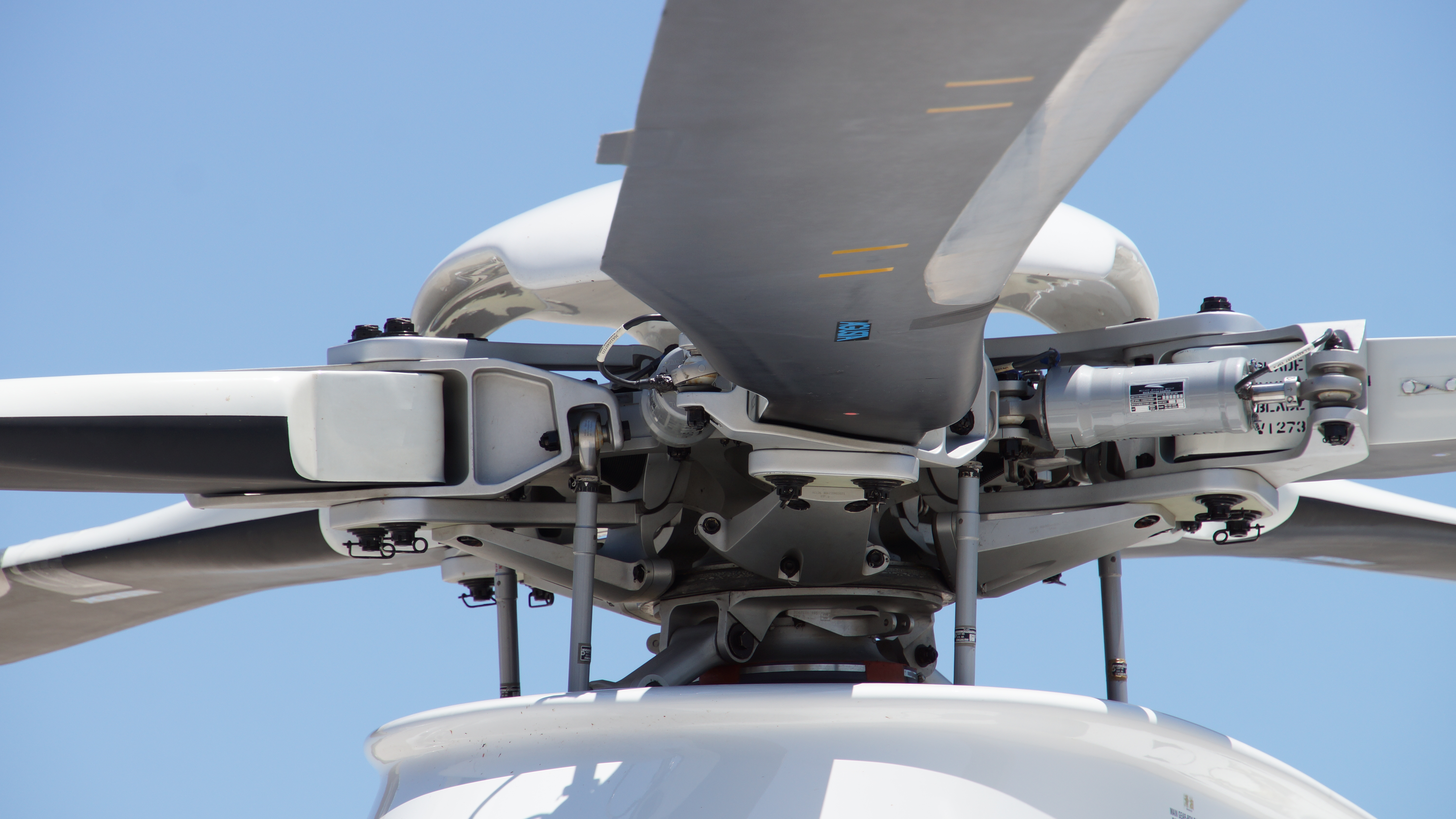
Dettaglio della testa del rotore di un AW139

Il rotore principale è costituito da cinque pale realizzate in composito con struttura a sandwich e rivestite sul bordo d'attacco con una protezione dall'usura in nickel (alle estremità) e in acciaio; ciascuna pala è dotata di due alette di trim. L'utilizzo di cinque pale ha consentito di disporre di una adeguata superficie per la produzione di portanza contenendo il diametro del rotore, portando come vantaggi un ingombro ridotto rispetto agli elicotteri della stessa classe e velocità di volo sostenute evitando di avere elevate velocità di rotazione alle estremità e di conseguenza l'insorgere di fenomeni di resistenza d'onda. L'albero della testa del rotore è realizzato in titanio. Il rotore di coda è costituito da quattro pale in composito e ha un diametro di 2,70 m. Entrambi i rotori sono dotati di cuscinetti elastomerici.

Il passo collettivo e il passo ciclico sono comandati meccanicamente dall'input fornito dai piloti, che viene amplificato da tre attuatori idraulici. Il sistema di controllo del volo può interagire con il passo collettivo e con il passo ciclico tramite, rispettivamente, uno e due attuatori elettrici. Il rotore di coda è controllato meccanicamente tramite un attuatore idraulico, mentre il controllo del rotore di coda è affidato ad attuatori elettrici.

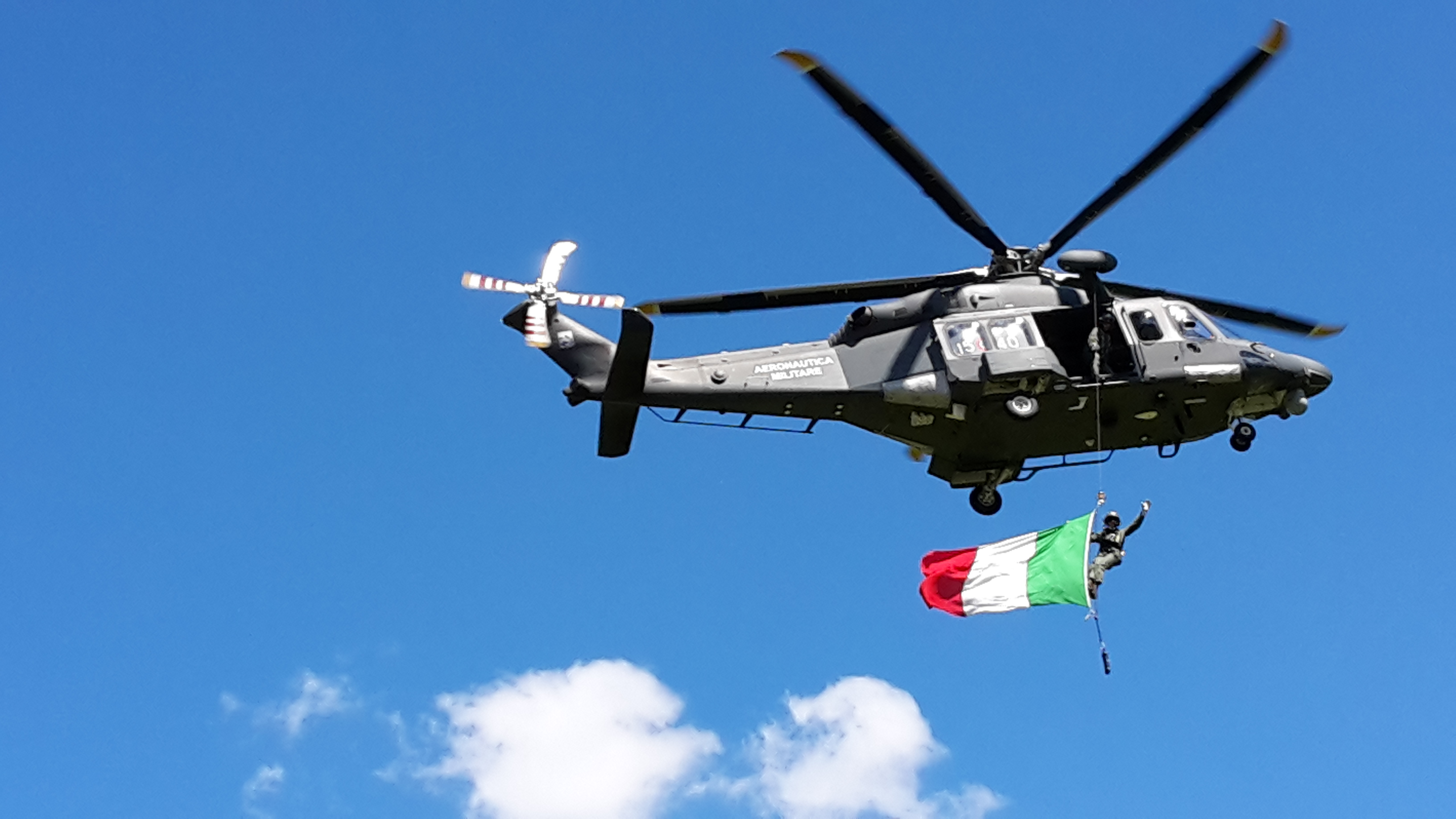
Un HH139 dell'Aeronautica Militare durante il 50° dell'aeroporto di Dobbiaco

## Impiego operativo

### Militare
L'Aer Chór na hÉireann è stato il primo operatore militare avendo ricevuto il suo primo AW139 nel 2006, seguita dalla Al-Quwwāt al-Jawiyya al-Imārātiyya e dalla Qatar Emiri Air Force nel 2009.
L'Aeronautica Militare italiana ha ricevuto il primo di dieci esemplari dell'AW139 l'8 marzo 2012, esso è stato preso in consegna presso il 15º Stormo di Cervia. Presso la forza aerea l'elicottero è stato designato HH-139A. L'acquisto di questa macchina presso l'Aeronautica Militare fa parte dell'ambito del programma di ammodernamento degli assetti ad ala rotante impiegati per la ricerca e il soccorso nazionale (SAR – Search and Rescue).
La consegna degli altri nove esemplari, sempre destinati al 15º Stormo di Cervia e ai Centri SAR dipendenti, si completerà nel corso dell'anno.
L'AW-139, nella versione per l'A.M. prende appunto la denominazione HH (Hospital Helicopter), ed è stato scelto per affiancare e gradualmente sostituire le attuali linee HH-3F e HH-212, in servizio da oltre 30 anni presso la forza armata italiana. Anche il 31º Stormo di Ciampino ha ricevuto i due esemplari della versione per trasporto VIP per sostituire i 2 ormai vetusti Sikorsky SH-3D/TS Sea King.
Il 21 novembre 2019 la commissione Difesa del Senato ha dato parere favorevole per l'avvio di due programmi di modernizzazione nel settore elicotteristico, che comprendono l'acquisto di 17 HH-139. La previsione è che il programma termini nel 2033, con un costo complessivo di circa 766 milioni di euro. Nel budget è inclusa la spesa per le attività di manutenzione dei 13 elicotteri già operativi, l’acquisto di un simulatore di volo, gli adeguamenti infrastrutturali, le stazioni di pianificazione e 10 anni di supporto logistico integrato.
Il 24 settembre 2018 l'AW139 è stato annunciato come vincitore di una gara indetta dalla United States Air Force per la fornitura di fino a 84 esemplari al fine di sostituire gli UH-1 nei compiti di sorveglianza delle basi di ICBM e di trasporto del personale.

### Civile
Nel 2012 la multinazionale canadese CHC Helicopter è divenuta il principale utilizzatore di AW139 al mondo, operando più di 40 di queste macchine in missioni di trasporto offshore, Search and Rescue e trasporto sanitario.

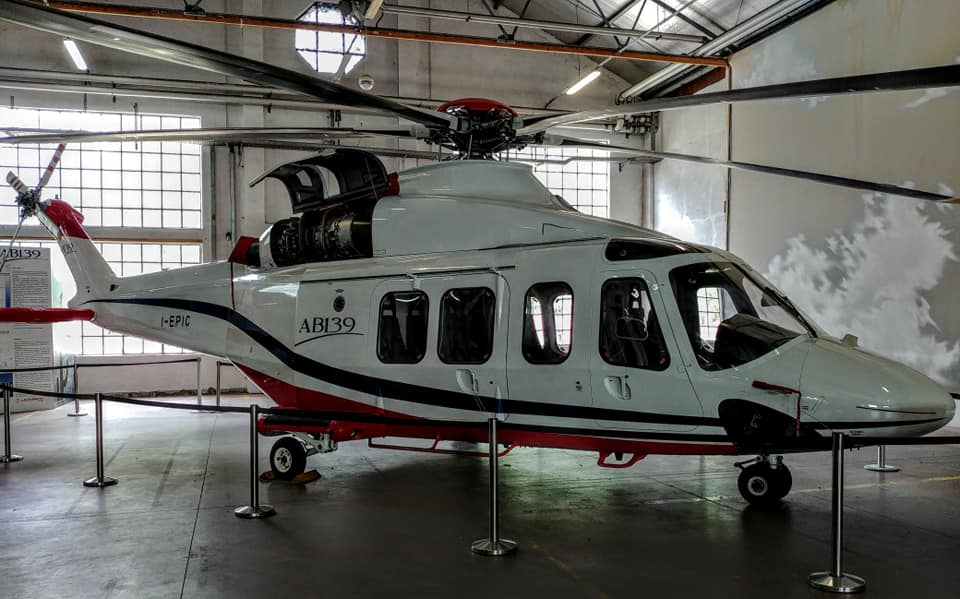
AW139 esposto al Parco e Museo di Volandia.

Il Nucleo elicotteri della provincia autonoma di Trento possiede due esemplari adibiti ad elisoccorso. Anche Babcock International, multinazionale britannica, opera con gli stessi aeromobili sulle oltre 40 basi HEMS di sua gestione, in particolare in Lombardia, dove risiedono sia la sede legale che un hangar operativo di custodia e manutenzione.
Anche numerose ditte private utilizzano questo elicottero.

## Varianti
- AB139: nome assegnato ai primi 54 esemplari costruiti in Italia dall'Agusta;
- AW139: designazione adottata dall'esemplare di serie 31055;
- HH-139A: designazione adottata dall'Aeronautica Militare italiana per i suoi primi 13 esemplari;
- HH-139B: designazione adottata dall'Aeronautica Militare italiana per i nuovi 17 esemplari dotati di migliorie e nuovo verricello in consegna a partire dal dicembre 2020[21];
- PH-139A: designazione adottata dalla Guardia Costiera, Polizia di Stato, Vigili del Fuoco, Carabinieri.
- PH-139D: designazione adottata dalla Guardia di Finanza.
- UH-139C ed E: designazione adottata dalla Polizia di Stato
- MH-139: designazione assegnata dall'USAF agli 84 esemplari ordinati a settembre 2018, destinati alla protezione delle basi dei ICBM e al trasporto di personale governativo e delle forze speciali.[22][23][24]
- VH-139A: designazione assegnata dall'A.M. italiana ai 2 esemplari per il trasporto VIP;

## Utilizzatori

### Civili

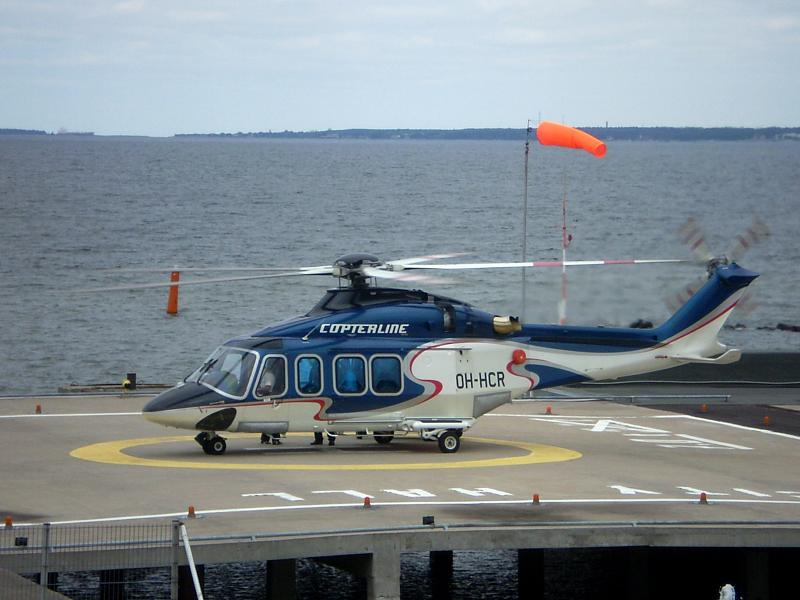
Un AW139 della compagnia finlandese Copterline atterra su una piattaforma petrolifera.

Angola
- Bestfly

2 AW139 presi in leasing, più un ulteriore esemplare ordinato ad aprile 2022.
 Arabia Saudita
- The Helicopter Company

7 AW139 in organico, più 16 ordinati (ulteriori 6 in opzione) a marzo 2022. Ulteriori 20 AW139 ordinati a febbraio 2024.
 Australia
- Babcock

7 AW139 per conto di Air Ambulance Victoria e RACQ CapRescue, più due ulteriori esemplari ordianti a marzo 2023.
- CQ Rescue

2 AW139 ordinati a marzo 2023.
- Life Flight Australia

opera con 5 AW139 equipaggiati per il trasporto sanitario d'urgenza nello stato australiano del Queensland.
- StarFlight

13 AW139 in servizio, più 2 ulteriori esemplari ordinati a marzo 2023.
- Toll Ambulance Rescue

8 AW139 in servizio come eliambulanze nel Nuovo Galles del Sud e nel Territorio della Capitale Australiana.
 Azerbaigian
- Azal

8 unità ordinate nel 2013
 Belgio
- Noordzee Helikopters Vlaanderen[32]

 Brasile
- OMNI Taxi Aéreo

 Canada
- CHC Helicopter
- Ornge

12 AW139 in servizio eliambulanza nell'Ontario.
 Cina
- Sky Shuttle

 Danimarca
- Atlantic Airways

 Egitto
- Petroleum Air Services

5 AW139 in servizio, più 1 in ordine, a novembre 2019.
 Emirati Arabi Uniti
- Dubai Royal Air Wing
- Abu Dhabi Aviation

16 AW139 in servizio, più 3 in ordine, a novembre 2019.
 Finlandia
- Copterline

 Germania
- Wiking Helikopter Service

4 AW139 in servizio al febbraio 2021.
 Giappone
- Aero Asahi
- All Nippon Helicopters

opera 3 esemplari.
 Indonesia
- Travira Air

 Italia
- Airgreen S.r.l. 7 esemplari in servizio HEMS.
- Basi HEMS: Como, Milano, Grosseto, Massa, Cuneo, Aosta, Palermo, Lampedusa, L'Aquila, Torino, Borgosesia e Alessandria, Olbia, Ancona.
- Nucleo elicotteri della provincia autonoma di Trento

2 esemplari, di cui uno, I-TNCC, è precipitato durante un'operazione di soccorso il 5 marzo 2017.
- Collegamenti elicotteristici Foggia-Isole Tremiti da parte di Alidaunia e servizio Helibus
- Corpo Nazionale dei Vigili del Fuoco: 3 esemplari ordinati a fine 2018 e consegnati entro la fine del 2019; ulteriori 5 esemplari ordinati a giugno 2019.

 Malaysia
- Weststar Aviation

23 AW139 in servizio nel 2021 sia in configurazione offshore sia in configurazione VIP.
 Marocco
- Heliconia Aero Solutions[41]

 Qatar
- Gulf Helicopters

20 AW139 in servizio al marzo 2020.
 Regno Unito
- Babcock International
- Bristow Helicopters

6 AW139 ordinati a dicembre 2022,  operati per la His Majesty's Coastguard.
- NHV Helicopters Ltd[45]
- Offshore Helicopter Services

2 AW139 ordinati nel 2024.
 Svizzera
- Swiss Jet

 Spagna
- Inaer

 Stati Uniti
- Evergreen International Aviation
- Era Group

36 AW139 in servizio al giugno 2019.

### Governativi
Arabia Saudita
- Saudi Aramco

24 consegnati a partire dal 2008, altri 3 in consegna nel 2023.
 Australia
- Victoria Police Air Wing

3 AW139 ordinati a febbraio 2019.
 Brasile
- Polícia Federal do Brasil

1 in servizio nel 2019.
 Bulgaria
- Polizia di frontiera

 Cile
- Carabineros de Chile

1 esemplare consegnato nel 2014 e in servizio nel 2021.
 Cina
- Beijing Municipal Public Safety Bureau
- Kingwing General Aviation

15 AW139 ordinati a novembre 2018 che saranno consegnati tra il 2019 e il 2021 e per compiti di elisoccorso in Cina.
- Polizia di Pechino

3 AW139 in servizio al dicembre 2021.
 Cipro
- Cyprus Police Aviation Wing

2 esemplari consegnati ed in servizio al giugno 2018.
 Corea del Sud
- Fire Fighting Department

opera con 4 esemplari.
- Korean Coast Guard

opera con 3 esemplari.
 Croazia
- Polizia croata

opera 2 esemplari consegnati nel 2016.
 Emirati Arabi Uniti
- Abu Dhabi Police Air Wing

8 AW139 in servizio al novembre 2021.
- Polizia di Dubai

3 AW139 ordinati.
 Estonia
- Politsei- ja Piirivalveamet

3 AW139 in servizio nel 2022.
 Giappone
- Agenzia nazionale di polizia

opera con 11 esemplari.
- Dipartimento della Polizia metropolitana di Tokyo

opera con 3 esemplari.
 Grecia
- Ministero per la Crisi Climatica e la Protezione Civile

3 AW139 ordinati a maggio 2024.
 Italia
- Servizio aereo della Polizia di Stato

8 AW139 consegnati tra il 2013 e il 2014. Ulteriori 3 AW139E ordinati nel 2019.
- Corpo nazionale dei vigili del fuoco

3 AW139 ordinati a fine 2018, con consegne a partire dal 2019 (i primi due consegnati nell'aprile 2019, l'ultimo lo sarà nel corso dell'anno) ed opzione per ulteriori 12 esemplari. Ulteriori 5 esemplari sono stati ordinati a giugno 2019, portando a 8 il numero degli esemplari ordinati. Ulteriori 5 esemplari sono stati riscattati col piano economico biennale 2020-2021. Finora tre di questi sono stati consegnati, portando il numero degli elicotteri in dotazione sale a 11. Ulteriori 8 esemplari sono stati ordinati nel 2024.
 Kenya
- Polizia kenyota

2 AW139 ricevuti nel giugno 2018 e uno nell’aprile 2016, poi andato perduto in un incidente nel settembre dello stesso anno.
 Malaysia
- Malaysia Maritime Enforcement Agency

3 AW139 ordinati il 30 ottobre 2008 e consegnati ad ottobre 2010. Un esemplare è stato perso in un incidente il 5 marzo 2024.
- Polizia malese

3 esemplari consegnati, uno perso in un incidente il 27 febbraio 2020.
 Oman
- Royal Oman Police

6 AW139 consegnati nel 2007-2008, più ulteriori 5 esemplari consegnati nel 2011-2012.
 Paesi Bassi
- Korps landelijke politiediensten

2 AW139 ordinati nel 2009 e 1 nel 2019, tutti in servizio nel 2021.
- Kustwacht Caribisch Gebied

opera con 2 esemplari.
 Spagna

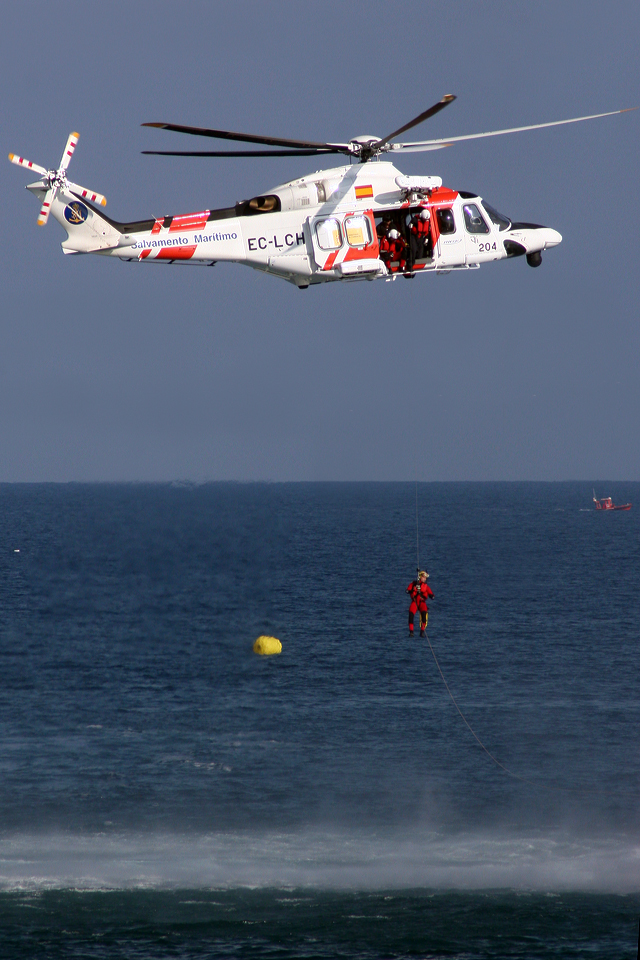
AW139SAR del Salvamento Marítimo.

- Sociedad de Salvamento y Seguridad Marítima

opera con 8 esemplari.
 Stati Uniti
- United States Customs and Border Protection
- National Nuclear Security Administration: la NNSA del United States National Nuclear Security Administration (dipartimento statunitense per l'energia) ha sottoscritto un contratto d'acquisto di due elicotteri AW139 che, oltre a integrare l’Agenzia Federale per la Gestione delle Emergenze nel corso di operazioni di protezione civile, svolgeranno principalmente due compiti: ricerca e soccorso e rilievi topografici sulle aree dei disastri. La consegna è prevista nel 2024[83].
- Los Angeles Fire Department

opera con 5 AW139 dal 2008
- Maryland State Police

10 AW139 consegnati dal 2013 ed in servizio nel 2020.
- Miami-Dade Fire Rescue Department

4 AW139 ordinati a dicembre 2019. Primo esemplare consegnato a ottobre 2020.
- New Jersey State Police

5 in servizio dal 2011.

### Militari
Algeria
- Al-Quwwat al-Jawwiyya al-Jaza'iriyya

A dicembre 2020 risultano in servizio 11 esemplari su 12 ordinati.
- Al-Bahriyya al-wataniyya al-Jaza'iriyya

3 in servizio a dicembre 2020.
 Angola
- Força Aérea Nacional Angolana

4 in servizio a dicembre 2020.
 Australia
- Royal Australian Air Force

6 operati con CHC Helicopter in operazioni SAR.
- Australian Army Aviation

3 AW139 con compiti addestrativi ordinati con un leasing nel 2020, con il primo esemplare consegnato il 12 maggio 2021, mentre il secondo il 19 luglio dello stesso anno. Ulteriori 2 esemplari ordinati il 1 marzo 2023.
 Bangladesh
- Bangladesh Biman Bahini

4 AW139 consegnati tra il 2015 e il 2017 ed impiegati in operazioni SAR.
 Burkina Faso
- Force Aérienne de Burkina Faso

1 AW139 consegnato nel ed in servizio al luglio 2017.
 Cipro
- Kypriaki Stratiotiki Aeroporia

3 AW139 ordinati nel dicembre 2008, con i primi due consegnati nel maggio 2011 e il terzo nel settembre 2011. Impiegati in compiti SAR, MedEvac e trasporto VIP.
 Colombia
- Fuerza Aérea Colombiana

1 AW139 da trasporto VVIP ordinato, con consegna nella prima metà del 2021.
 Rep. del Congo
- Armée de l'Air du Congo

1 AW139 consegnato ed in servizio al settembre 2018.
 Costa d'Avorio
- Force Aérienne de la Côte d'Ivoire

1 AW139 consegnato ed in organico al gennaio 2019.
 Egitto
- Al-Quwwat al-Jawwiyya al-Misriyya

2 AW139E consegnati e tutti in servizio all'agosto 2019, impiegati per il SAR.
 Emirati Arabi Uniti
- Al-Imarat al-'Arabiyya al-Muttahida

8 AW139 consegnati e tutti in servizio all'ottobre 2019.
 Etiopia
- Ye Ithopya Ayer Hayl

1 AW139 consegnato ed in servizio al gennaio 2020.
 Giappone
- Guardia costiera giapponese

19 AW139 ricevuti a partire dal 31 marzo 2008.
 Giordania
- Al-Quwwat al-Jawwiyya al-malikiyya al-Urdunniyya

3 AW139 consegnati, tutti in servizio al gennaio 2021.
 Indonesia
- Tentara Nasional Indonesia Angkatan Udara

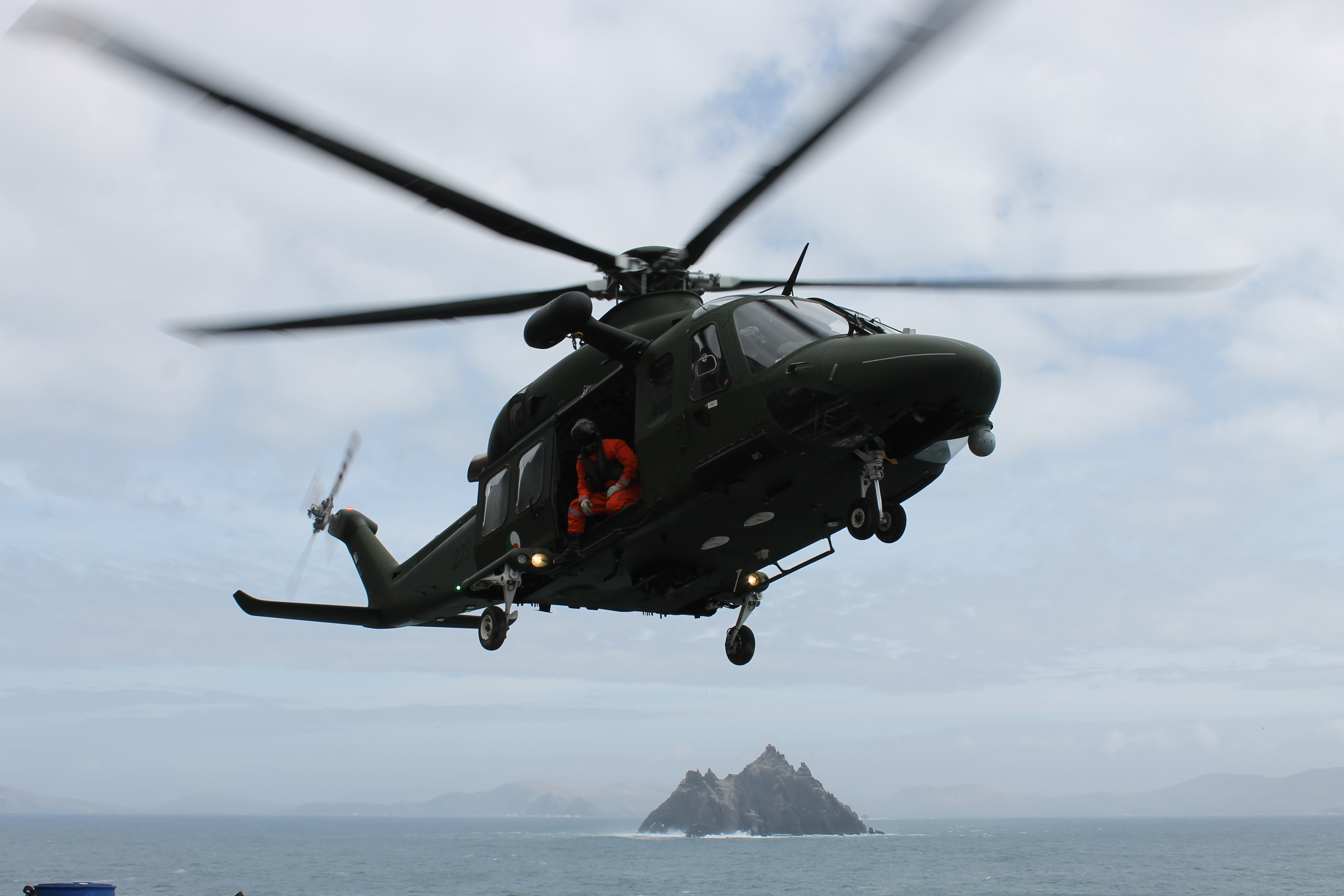
AW139 dell'Aer Chór na hÉireann

1 AW139 consegnato.
 Irlanda
- Aer Chór na hÉireann

6 AW139 consegnati. Sono cogestiti con l'esercito ed impiegati per compiti utility.

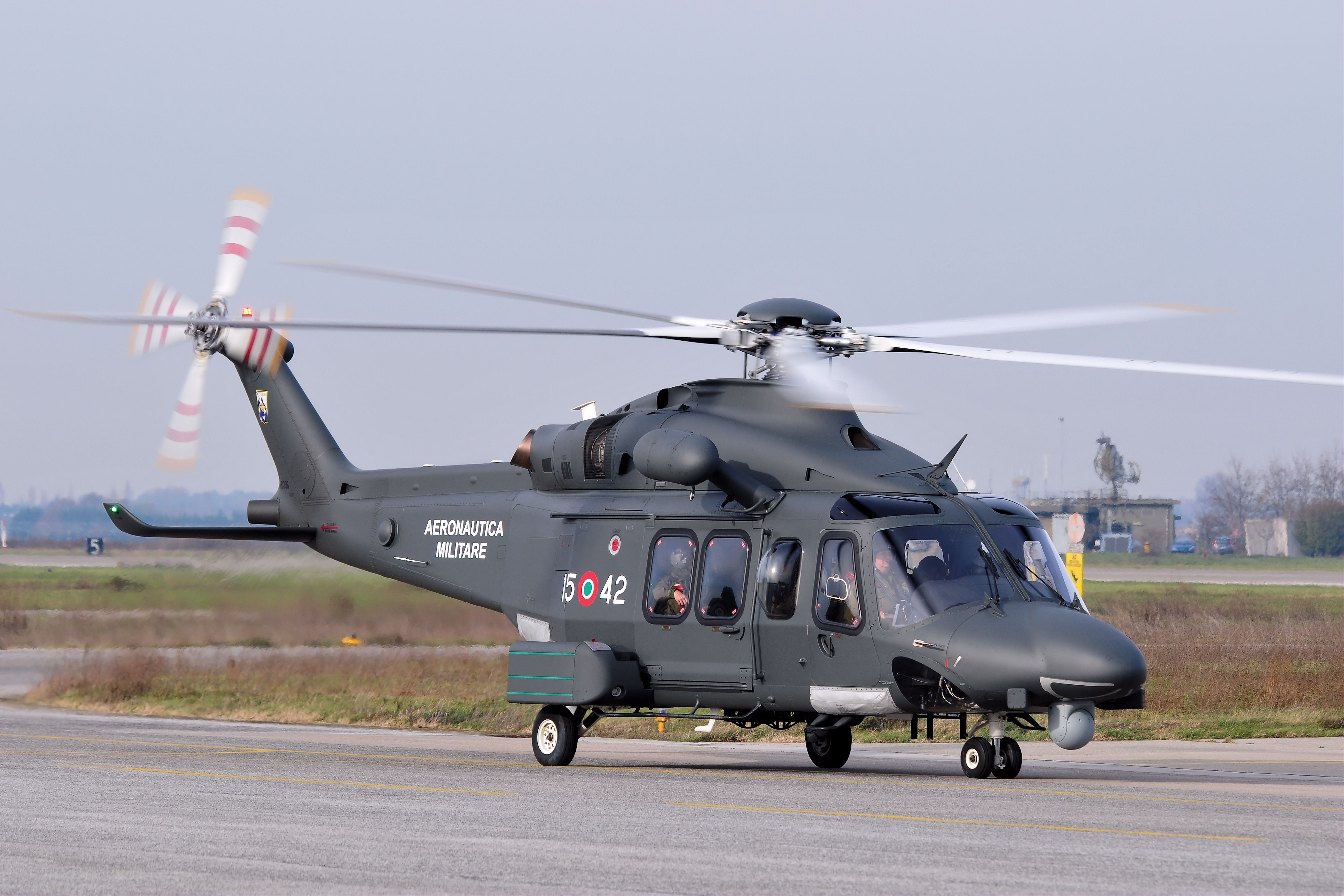
Un HH139 dell'AMI sulla pista di Cervia

 Italia
- Aeronautica Militare

15º Stormo
13 HH-139A per compiti di combatSAR consegnati tra il 2012 e il 2014. Ulteriori 17 HH-139B sono stati ordinati il 21 novembre 2019, con il primo esemplare consegnato il 30 Novembre 2020. Versione aggiornata del precedente con maggior peso al decollo, nuovo verricello e avionica aggiornata. A luglio 2021 è stato assegnato a Leonardo un contratto per l'aggiornamento dei primi 13 HH-139A alla variante HH-139B. L'ultimo dei 17 HH-139B consegnato il 31 gennaio 2022.
31º Stormo
4 VH-139A per compiti di trasporto VIP consegnati a partire dal 31 maggio 2012, e tutti in servizio all'agosto 2022.
- Servizio Aereo della Guardia di Finanza

Il primo esemplare è stato consegnato a dicembre 2008, mentre il secondo a dicembre 2011. Ulteriori 6 esemplari sono stati ordinati il 13 dicembre 2016 e consegnate entro il 2019. L'11 dicembre 2017 è stato siglato un ulteriore ordine di 6 esemplari da consegnarsi entro il 2020, l'ultimo dei quali (dei 14 ordinati in totale) risulta consegnato al settembre 2019. Nel 2020 viene siglato un nuovo ordine di 6 AW139. Il primo di questi è stato consegnato a Gennaio 2021. Il totale delle macchine sale a 15. 20 esemplari consegnati al marzo 2023.
- Corpo delle capitanerie di porto - Guardia costiera

10 AW-139CP Nemo consegnati a partire dal 2010, le penultime due macchine sono state consegnate nel 2016. Leonardo-Finmeccanica ha comunicato che ad agosto 2016 sono stati ordinati due nuovi esemplari, portando il numero totale a 12 esemplari. Agli inizi del 2019 sono stati consegnati ulteriori 2 esemplari, per un totale di 14 macchine. A Luglio del 2020 risulta consegnato un ulteriore AW-139 nella flotta per un totale di 15 macchine operative.
- Arma dei Carabinieri

2 AW139 (UH-139D nell'Arma) sono stati ordinati nel 2019 per compiti riservati ai reparti speciali, e sono stati consegnati nella primavera del 2020.
- Marina Militare

1 PH-139D preso a noleggio per operazioni di ridotto impatto operativo tipo trasporto da bordo a terra, antincendio e brevi pattugliamenti.
 Kenya
- Kenya Air Force

3 AW139 ordinati nel 2018 e tutti in servizio al marzo 2021.
 Libano
- Al-Quwwat al-Jawwiyya al-Lubnaniyya

1 AW139 per trasporto VIP donato dal Qatar nel 2008. In servizio al maggio 2019.
 Libia
- Al-Quwwat al-Jawwiyya al-Libiyya

1 AW139 consegnato.
 Malaysia
- Tentera Laut Diraja Malaysia

3 AW139 ordinati il 20 settembre 2020, con consegne previste tra il 2022 e il 2024. I primi due esemplari sono stati consegnati il 1 luglio 2022.
- Tentera Udara Diraja Malaysia

4 AW139 noleggiati a fine 2021. Primi due esemplari consegnati il 22 gennaio 2022.
 Malta
- Stormo aereo maltese

2 AW139 ordinati nel 2012 e consegnati tra il 2014 e il 2015, più 1 ordinato nel 2015 e consegnato nel gennaio del 2017.
 Marocco
- Aeronautica militare del Marocco

1 AW139 consegnato.
 Namibia
- Namibian Air Force

2 AW139 per compiti di trasporto VIP consegnati.
 Nepal
- Servizio aereo dell'esercito nepalese

1 AW139 acquistato a luglio 2018. L'elicottero è stato consegnato a luglio 2019.
 Nigeria
- Nigerian Air Force

3 AW139 consegnati tra il 2006 ed il 2009, 1 in servizio a dicembre 2020.
- Nigerian Navy

4 AW139 ordinati a settembre del 2006, 1 in servizio a dicembre 2020. Un AW139 era stato acquistato dal Nigerian Maritime Administration and Safety Agency nel 2007, ma ceduto alla marina nel 2018.
 Pakistan
- Fi'saia Pakistana

12 AW139 per il ruolo SAR.
- Pakistan Army Aviation Corps

il 6° Squadron utilizza 7 esemplari per operazioni di protezione civile.
 Panama
- Servicio Nacional Aeronaval

7 in servizio a dicembre 2020. 1 perso in un incidente il 10 settembre 2023.
 Qatar
- Qatar Emiri Air Force

18 AW139M ordinati per 260 milioni di euro nel 2008, più 3 esemplari aggiuntivi ordinati nel marzo 2011 per i servizi di Medevac.
 Slovenia
- Brigada zračne obrambe in letalstva Slovenske vojske

6 AW139M ordinati il 28 novembre 2023.
 Stati Uniti
- USAF

A settembre 2018, l'USAF ha scelto l’elicottero MH-139 (basato sull’AW139) di Leonardo e offerto da Boeing in qualità di prime contractor, per la sostituzione della flotta di UH-1N HUEY. Il programma ha un valore di circa 2,4 miliardi di dollari e comprende la fornitura fino ad un massimo di 84 elicotteri, sistemi di addestramento e il relativo equipaggiamento per il supporto logistico. Gli elicotteri saranno destinati alla protezione delle basi degli ICBM e al trasporto di personale governativo e delle forze speciali, con l’ingresso in servizio dei primi esemplari atteso a partire dal 2021. Le macchine saranno assemblate presso lo stabilimento Leonardo nell’area nordest di Filadelfia, mentre la customizzazione verrà effettuata da Boeing nel suo stabilimento di Ridley Township, sempre in Pennsylvania. Il 19 dicembre 2019, il primo elicottero è stato consegnato ed ufficialmente designato MH-139A Grey Wolf. A metà agosto 2022, i primi quattro esemplari sono stati accettati dall'USAF. A fine novembre 2023 sono stati consegnati ulteriori due esemplari che hanno completato il lotto di sei esemplari di preserie.
 Thailandia
- Reale Esercito Thailandese

2 AW139 ordinati nel 2012 e consegnati nel 2014. Ulteriori 8 AW139 ordinati nel 2015.
 Trinidad e Tobago
- Air Guard

4 AW139 in servizio nel 2019.
 Turkmenistan
- Wojenno-Wosduschnije Sily

7 AW139 consegnati.

## Incidenti
- Il 22 aprile 2002 il primo AW139 prodotto, registrato I-ACOI, si è schiantato nei pressi di Roncofreddo mentre sosteneva dei test di volo ad alta quota, causando la morte del flight test engineer.[174]
- La notte del 2 giugno 2008 l'AW139 A6-BBB di Abu Dhabi Aviation si è schiantato nel deserto di Abu Dhabi a causa di una possibile perdita di controllo indotta dai piloti causando la morte di tutti i 6 occupanti.[175]
- Il 21 gennaio 2010 un AW139 del SASEMAR, marche EC-KYR, si è inabissato a sud di Almería di ritorno da una esercitazione a causa dell'incapacità dei piloti di monitorare l'altitudine, uccidendo 3 dei 4 occupanti.[176]
- La notte del 23 febbraio 2011 un AW139 della Haeyang-gyeongchal-cheong, la guardia costiera coreana, registrato come B516 si è schiantato al largo di Jeju durante una missione SAR a causa di un possibile disorientamento dei piloti uccidendo tutte le 5 persone a bordo.[177]
- Il 24 gennaio 2017 un AW139, marche EC-KJT, utilizzato dal 118 della Regione Abruzzo, e gestito da Inaer, è precipitato con sei persone a bordo tra il capoluogo L'Aquila e le piste sciistiche di Campo Felice, dove aveva effettuato un soccorso. Tutte e sei le persone (medico rianimatore, tecnico dell'elisoccorso del soccorso alpino, infermiere, tecnico verricellista, pilota e paziente) sono morte. L'incidente è avvenuto in condizioni di bassa visibilità presente al momento del rientro del mezzo, che si è scontrato contro il Monte Cefalone.[178]
- Il 5 marzo 2017 un AW139 con marche I-TNCC del Nucleo elicotteri della provincia autonoma di Trento, è precipitato mentre stava soccorrendo un alpinista investito da una valanga sul monte Nambino nelle vicinanze di Madonna di Campiglio (TN)[179]. Fortunatamente nessuno dei soccorritori a bordo ha perso la vita; recuperato vivo in un secondo momento anche l'alpinista.
- Il 4 luglio 2019 un AW139 registrato N32CC si è schiantato poco dopo essere decollato dall'isola di Grand Cay, Bahamas, per cause da accertare uccidendo i 7 occupanti.[180]
- Il 16 marzo 2024, alle ore 13:02, l'AW139 matricola I-COLK del Soccorso Alpino della base di Borgosesia è precipitato in territorio svizzero mentre era diretto per un intervento alla Capanna Regina Margherita, sul Monte Rosa. Salvi i 4 occupanti, soccorsi a propria volta dall'Elisoccorso elvetico, mentre il velivolo è rimasto gravemente danneggiato su un pendio innevato. Lo schianto è stato probabilmente causato da forti raffiche di vento